# Campionati europei under 18 di atletica leggera 2018
I campionati europei under 18 di atletica leggera 2018 sono la seconda edizione dei campionati europei under 18 di atletica leggera (in inglese European Athletics U18 Championships). Si sono svolti a Győr, in Ungheria, dal 5 all'8 luglio e il programma prevede 40 diverse discipline, 20 maschili e 20 femminili.

## Nazioni partecipanti
Tra parentesi, il numero di atleti partecipanti per nazione.
Gli atleti russi non hanno potuto partecipare sotto la loro bandiera ma bensì hanno preso parte alle competizioni con una squadra neutrale.
- Albania (1)
- Andorra (2)
- Armenia (2)
- Atleti Neutrali Autorizzati (16)
- Austria (31)
- Azerbaigian (4)
- Belgio (11)
- Bielorussia (43)
- Bosnia ed Erzegovina (5)
- Bulgaria (12)
- Cipro (8)
- Croazia (21)
- Danimarca (5)
- Estonia (23)
- Finlandia (38)
- Francia (42)
- Georgia (5)
- Germania (66)
- Gibilterra (3)
- Gran Bretagna (40)
- Grecia (22)
- Irlanda (25)
- Islanda (5)
- Israele (16)
- Italia (54)
- Kosovo (1)
- Lettonia (25)
- Lituania (27)
- Lussemburgo (9)
- Macedonia (3)
- Malta (3)
- Moldavia (3)
- Monaco (1)
- Norvegia (37)
- Paesi Bassi (22)
- Polonia (53)
- Portogallo (18)
- Rep. Ceca (48)
- Romania (27)
- San Marino (2)
- Serbia (17)
- Slovacchia (24)
- Slovenia (17)
- Spagna (50)
- Svezia (22)
- Svizzera (46)
- Turchia (52)
- Ucraina (49)
- Ungheria (78)

## Risultati

### Uomini
| Specialità | Oro                                                                               | Prestazione | Argento                                                          | Prestazione | Bronzo                                                          | Prestazione |
| Corse piane |                                                                                   |             |                                                                  |             |                                                                 |             |
| 100 m piani | Raphael Bouju                                                                     | 10"64       | Dominik Illovszky                                                | 10"70       | Pål Haugen Lillefosse                                           | 10"72       |
| 200 m piani | Alexander Czysch                                                                  | 21"15       | Daniel Regenfuß                                                  | 21"19       | Jiří Pechar                                                     | 21"31       |
| 400 m piani | Lorenzo Benati                                                                    | 46"85       | Ethan Brown                                                      | 46"87       | Ludovic Oucéni                                                  | 47"01       |
| 800 m piani | Max Burgin                                                                        | 1'47"36     | Eric Guzmán                                                      | 1'49"19     | João Miguel Peixoto                                             | 1'49"42     |
| 1 500 m piani | Kane Elliott                                                                      | 3'55"26     | Bence Apáti                                                      | 3'55"53     | Andrej Paulíny                                                  | 3'55"58     |
| 3 000 m piani | Thomas Keen                                                                       | 8'27"38     | Ömer Amaçtan                                                     | 8'28"04     | Ryan Oosting                                                    | 8'28"22     |
| Marcia 10 000 m | Davide Finocchietti                                                               | 45'01"33    | Aldo Andrei                                                      | 45'03"50    | Özgür Topsakal                                                  | 45'09"22    |
| Corse a ostacoli |                                                                                   |             |                                                                  |             |                                                                 |             |
| 110 m hs | Sam Bennett                                                                       | 13"19       | Kenny Fletcher                                                   | 13"49       | Nick Rüegg                                                      | 13"74       |
| 400 m hs | Martin Fraysse Dániel Huller                                                      | 50"63       | Non assegnato                                                    |             | Karl Johnson                                                    | 50"90       |
| 2000 m siepi | Baptiste Guyon                                                                    | 5'43"92     | Pol Oriach                                                       | 5'46"81     | Etson Barros                                                    | 5'49"79     |
| Salti |                                                                                   |             |                                                                  |             |                                                                 |             |
| Salto con l'asta | Pål Haugen Lillefosse                                                             | 5,46 m      | Baptiste Thierry                                                 | 5,30 m      | Eerik Haamer                                                    | 5,10 m      |
| Salto in alto | Dominic Ogbechie                                                                  | 2,16 m      | Oleh Doroshchuk                                                  | 2,13 m      | Nikola Mujanović                                                | 2,10 m      |
| Salto in lungo | Nick Schmahl                                                                      | 7,60 m w    | Davide Favro                                                     | 7,29 m w    | Bryan Mucret                                                    | 7,22 m w    |
| Salto triplo | Batuhan Çakır                                                                     | 15,62 m     | Carl af Forselles                                                | 15,36 m     | Rustam Mammadov                                                 | 15,16 m     |
| Lanci |                                                                                   |             |                                                                  |             |                                                                 |             |
| Getto del peso | Aliaksei Aleksandrovich                                                           | 20,97 m     | Carmelo Musci                                                    | 20,37 m     | Piotr Goździewicz                                               | 18,88 m     |
| Lancio del disco | Yasiel Sotero                                                                     | 64,31 m     | Fabian Weinberg                                                  | 58,84 m     | Gracjan Kozak                                                   | 57,76 m     |
| Lancio del giavellotto | Marek Mucha                                                                       | 80,01 m     | Yerásimos Kaloyerákis                                            | 77,45 m     | Topias Laine                                                    | 77,45 m     |
| Lancio del martello | Myhaylo Kokhan                                                                    | 87,82 m     | Valentin Andreev                                                 | 81,41 m     | Tomasz Ratajczak                                                | 76,01 m     |
| Prove multiple |                                                                                   |             |                                                                  |             |                                                                 |             |
| Decathlon | Aleksandr Komarov                                                                 | 7 703 p.    | Oļegs Kozjakovs                                                  | 7 663 p. w  | Sven Jansons                                                    | 7 604 p.    |
| Staffette |                                                                                   |             |                                                                  |             |                                                                 |             |
| Staffetta svedese (100 - 200 - 300 - 400 m) | Italia Federico Manini Federico Guglielmi Francesco Domenico Rossi Lorenzo Benati | 1'53"01     | Turchia Konuralp Tiritoğlu Kaan Gacar Kubilay Ençü İlyas Çanakçı | 1'53"84     | Polonia Rafał Łupiński Adam Łukomski Jakub Pająk Mikołaj Kotyra | 1'53"97     |
| miglior prestazione mondiale under 18; miglior prestazione mondiale stagionale under 18; record europeo; miglior prestazione europea stagionale; record europeo under 18; record dei campionati; record nazionale; record nazionale under 18; record personale; record personale stagionale. |                                                                                   |             |                                                                  |             |                                                                 |             |

### Donne
| Specialità | Oro                                                                         | Prestazione | Argento                                                                         | Prestazione | Bronzo                                                                               | Prestazione |
| Corse piane |                                                                             |             |                                                                                 |             |                                                                                      |             |
| 100 m piani | Guðbjörg Jóna Bjarnadóttir                                                  | 11"75       | Pamera Losange Boglárka Takács                                                  | 11"75       | Non assegnato                                                                        |             |
| 200 m piani | Rhasidat Adeleke                                                            | 23"52       | Gémima Joseph                                                                   | 23"60       | Guðbjörg Jóna Bjarnadóttir                                                           | 23"73       |
| 400 m piani | Barbora Malíková                                                            | 52"66       | Marie Scheppan                                                                  | 52"82       | Olesya Soldatova                                                                     | 53"09       |
| 800 m piani | Keely Hodgkinson                                                            | 2'04"84     | Sophie O'Sullivan                                                               | 2'06"05     | Gaël de Coninck                                                                      | 2'06"14     |
| 1 500 m piani | Sarah Healy                                                                 | 4'18"71     | Emily Williams                                                                  | 4'22"11     | Klaudia Zazimierska                                                                  | 4'22"90     |
| 3 000 m piani | Sarah Healy                                                                 | 9'18"05     | İnci Kalkan                                                                     | 9'24"01     | Alessia Zarbo                                                                        | 9'25"25     |
| Marcia 5 000 m | Hanna Zubkova                                                               | 22'45"47    | Ólga Fiáska                                                                     | 23'39"12    | Simona Bertini                                                                       | 24'18"80    |
| Corse a ostacoli |                                                                             |             |                                                                                 |             |                                                                                      |             |
| 100 m hs | Martine Hjørnevik                                                           | 13"26       | Zoë Sedney                                                                      | 13"34       | Johanna Plank                                                                        | 13"40       |
| 400 m hs | Gisèle Wender                                                               | 58"88       | Emma Silvestri                                                                  | 59"04       | Lena Pressler                                                                        | 59"11       |
| 2000 m siepi | Léna Lebrun                                                                 | 6'35"41     | Claire Palou                                                                    | 6'39"20     | Paula Schneiders                                                                     | 6'40"00     |
| Salti |                                                                             |             |                                                                                 |             |                                                                                      |             |
| Salto con l'asta | Leni Wildgrube                                                              | 4,26 m      | Emma Brentel                                                                    | 4,16 m      | Krystsina Kantsavienka                                                               | 4,00 m      |
| Salto in alto | Yaroslava Mahuchikh                                                         | 1,94 m      | Jessica Kähärä                                                                  | 1,83 m      | Maria Kochanova                                                                      | 1,83 m      |
| Salto in lungo | Tilde Johansson                                                             | 6,33 m      | Emma Piffaretti                                                                 | 6,25 m      | Spiridoúla Karídi                                                                    | 6,23 m      |
| Salto triplo | María Vicente                                                               | 13"95       | Aleksandra Nacheva                                                              | 13"88       | Jessica Kähärä                                                                       | 13"29       |
| Lanci |                                                                             |             |                                                                                 |             |                                                                                      |             |
| Getto del peso | Lizaveta Dorts                                                              | 17,34 m     | Nina Capațina                                                                   | 17,27 m     | Alida van Daalen                                                                     | 17,08 m     |
| Lancio del disco | Violetta Ignatyeva                                                          | 54,56 m     | Alida van Daalen                                                                | 52,93 m     | Özlem Becerek                                                                        | 51,93 m     |
| Lancio del giavellotto | Aliaksandra Konshyna                                                        | 56,71 m     | Münevver Hancı                                                                  | 56,28 m     | Gedly Tugi                                                                           | 55,28 m     |
| Lancio del martello | Valeriya Ivanenko                                                           | 73,25 m     | Sara Killinen                                                                   | 69,52 m     | Stavroúla Kosmídou                                                                   | 65,98 m     |
| Prove multiple |                                                                             |             |                                                                                 |             |                                                                                      |             |
| Eptathlon | María Vicente                                                               | 6 221 p.    | Kristīne Blaževiča                                                              | 5 629 p.    | Chiara-Belinda Schuler                                                               | 5 615 p.    |
| Staffette |                                                                             |             |                                                                                 |             |                                                                                      |             |
| Staffetta svedese (100 - 200 - 300 - 400 m) | Italia Rebecca Menchini Noemi Cavalleri Alessia Cappabianca Chiara Gherardi | 2'07"46     | Rep. Ceca Tereza Marková Barbora Šplechtnová Veronika Milotová Barbora Malíková | 2'09"41     | Romania Bianca Elena Toader Vanessa Evelyna Balaci Maria Scrob Adina Elena Cîrciogel | 2'09"99     |
| miglior prestazione mondiale under 18; miglior prestazione mondiale stagionale under 18; record europeo; miglior prestazione europea stagionale; record europeo under 18; record dei campionati; record nazionale; record nazionale under 18; record personale; record personale stagionale. |                                                                             |             |                                                                                 |             |                                                                                      |             |

## Medagliere
| Posiz. | Nazione                     | Oro | Argento | Bronzo | Totale |
| ------ | --------------------------- | --- | ------- | ------ | ------ |
| 1      | Gran Bretagna               | 6   | 2       | 1      | 9      |
| 2      | Italia                      | 4   | 4       | 1      | 9      |
| 3      | Germania                    | 4   | 2       | 1      | 7      |
| 4      | Bielorussia                 | 4   | 0       | 1      | 5      |
| 5      | Francia                     | 3   | 6       | 3      | 12     |
| 6      | Spagna                      | 3   | 2       | 0      | 5      |
| 7      | Irlanda                     | 3   | 1       | 0      | 4      |
| 7      | Ucraina                     | 3   | 1       | 0      | 4      |
| 9      | Norvegia                    | 2   | 1       | 1      | 4      |
| 10     | Atleti Neutrali Autorizzati | 2   | 0       | 2      | 4      |
| 11     | Turchia                     | 1   | 4       | 2      | 7      |
| 12     | Ungheria                    | 1   | 3       | 0      | 4      |
| 13     | Paesi Bassi                 | 1   | 2       | 3      | 6      |
| 14     | Rep. Ceca                   | 1   | 1       | 1      | 3      |
| 14     | Svezia                      | 1   | 1       | 1      | 3      |
| 16     | Polonia                     | 1   | 0       | 5      | 6      |
| 17     | Islanda                     | 1   | 0       | 1      | 2      |
| 18     | Finlandia                   | 0   | 2       | 2      | 4      |
| 18     | Grecia                      | 0   | 2       | 2      | 4      |
| 20     | Bulgaria                    | 0   | 2       | 0      | 2      |
| 20     | Lettonia                    | 0   | 2       | 0      | 2      |
| 22     | Svizzera                    | 0   | 1       | 1      | 2      |
| 23     | Moldavia                    | 0   | 1       | 0      | 1      |
| 24     | Austria                     | 0   | 0       | 3      | 3      |
| 25     | Estonia                     | 0   | 0       | 2      | 2      |
| 25     | Portogallo                  | 0   | 0       | 2      | 2      |
| 27     | Azerbaigian                 | 0   | 0       | 1      | 1      |
| 27     | Romania                     | 0   | 0       | 1      | 1      |
| 27     | Serbia                      | 0   | 0       | 1      | 1      |
| 27     | Slovacchia                  | 0   | 0       | 1      | 1      |
| Totale | Totale                      | 41  | 40      | 39     | 120    |